# Sage von der Ledernen Brücke
Eine Sage von der Ledernen Brücke erzählt man sich in mehreren Regionen Deutschlands und der Schweiz. In manchen der Sagen könnte mit lederne Brücke auch eine Leiter- oder Laternenbrücke gemeint sein.

## Pfalz

### Sage

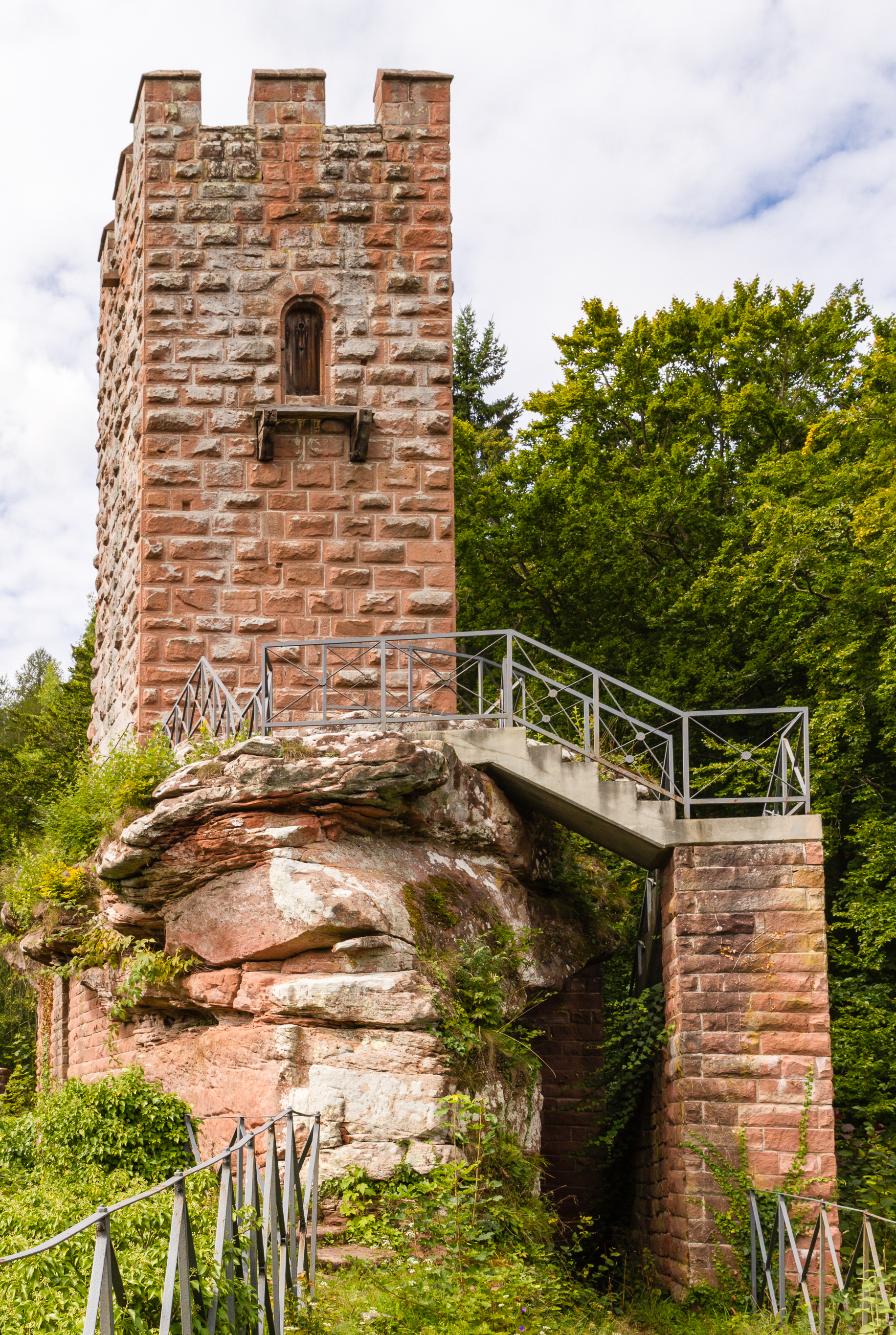
Burg Erfenstein von Osten her

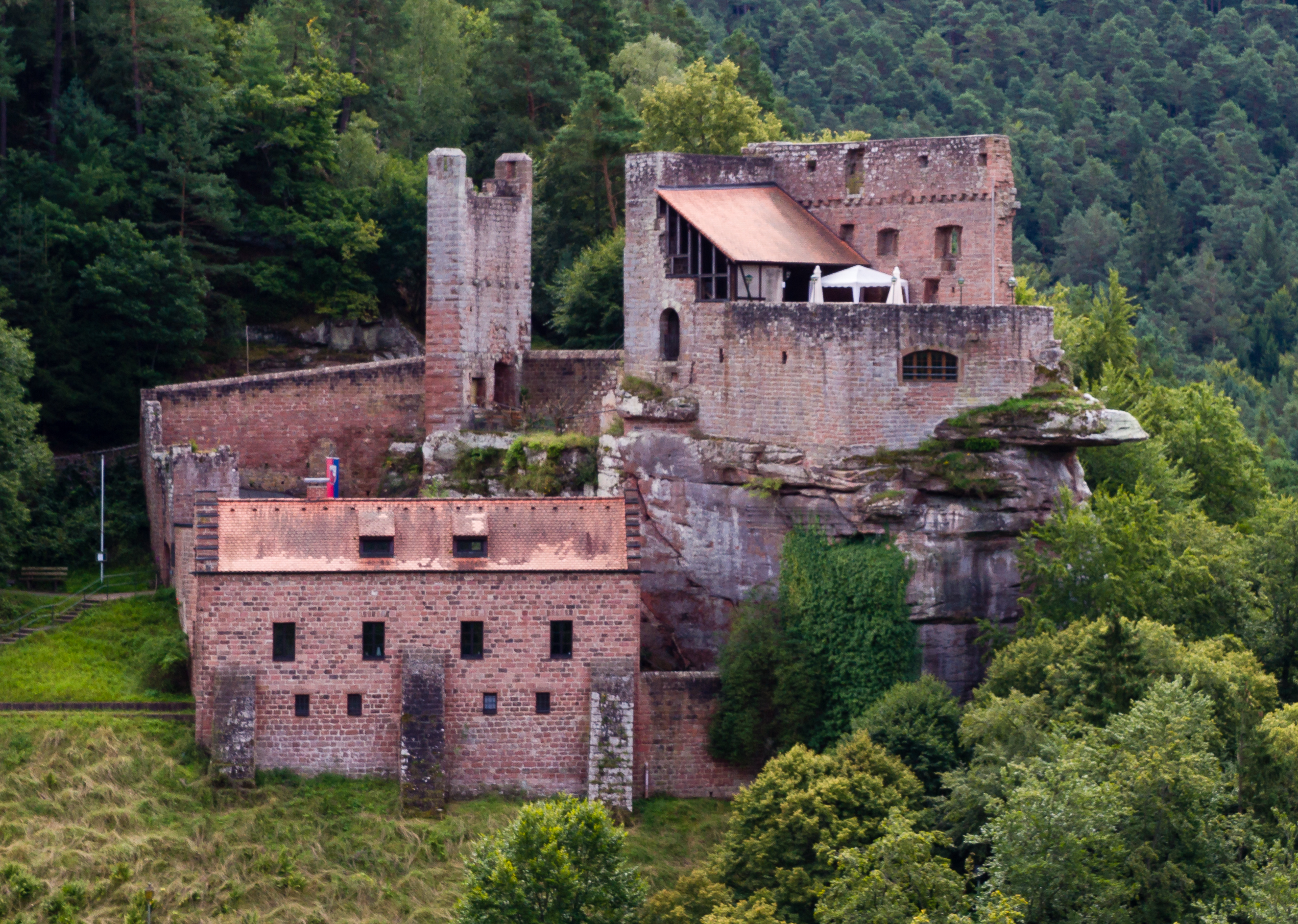
Burg Spangenberg von Norden her

In der rheinland-pfälzischen Region Pfalz wird die folgende Sage erzählt, die während des Mittelalters im Pfälzerwald spielt:
Einstmals soll zwischen der Burg Erfenstein (, 256 m ü. NHN) über dem linken Ufer des Speyerbachs, der im Elmsteiner Tal auf 185 m Höhe fließt, und der rechts direkt gegenüberliegenden Burg Spangenberg (, 249 m) eine lederne Brücke das Tal überspannt haben. Zwei Brüder seien es gewesen oder zumindest zwei enge Freunde, die sich zum Bau der Brücke entschlossen hätten, um bei ihren regelmäßigen Besuchen nicht den beschwerlichen Weg durchs damals sumpfige Tal zwischen den beiden Burgen und über den noch ungezähmten Speyerbach nehmen zu müssen.
Viele Jahre hielt die Freundschaft. Doch eines Tages gerieten die beiden Burgherren, nachdem sie auf der Spangenberg wieder einmal miteinander gezecht hatten, in einen heftigen Streit. Hierzu leistete der im Übermaß genossene Wein sicherlich seinen Beitrag. Ein Wort gab das andere, und schließlich machte sich der Erfensteiner, außer sich vor Wut, auf den Rückweg über die Brücke. Er tat dies nicht, ohne vorher lautstark angekündigt zu haben: „Niemals werde ich zurückkommen!“ Ebenso rasend brüllte ihm daraufhin der Spangenberger hinterher: „Das brauchst du auch nicht, dafür werde ich schon sorgen!“ Und als der Erfensteiner die Mitte der Brücke erreicht hatte, kappte der Spangenberger mit seinem Schwert die ledernen Halteriemen. Die Brücke stürzte in die Tiefe und riss den Kontrahenten in den Tod.
Seit dieser Mordtat herrschte bittere Feindschaft zwischen den jeweiligen Burgbesitzern, und sie schadeten einander, wo sie nur konnten.

### Hintergrund
Historischer Hintergrund der Sage ist, dass die beiden Burgen stets verschiedenen Herren gehörten – anfangs Spangenberg dem Speyerer Fürstbischof und Erfenstein den Leininger Grafen – und in entsprechender Konkurrenz zueinander standen. Als später die Eigentümer gewechselt hatten, kam es schließlich 1470 im Verlauf der Weißenburger Fehde zwischen Kurfürst Friedrich I. von der Pfalz und seinem Vetter, Herzog Ludwig I. von Pfalz-Zweibrücken, zur gegenseitigen Zerstörung beider Burgen, zunächst von Erfenstein, dann von Spangenberg.
Technisch wäre übrigens eine Brücke aus einem weichen, durchhängenden Material wie Leder gar nicht machbar gewesen, weil die Höhe der Burgen über der Talsohle (Höhenunterschied 65–70 m) im Hinblick auf die Entfernung von 300 m zu gering ist.

## Eifel
Eine lederne Brücke soll die Stolzenburg und die Burg Pielstein über die Urft miteinander verbunden haben. Die Ritter lebten in Saus und Braus, verlangten von den Bauern Fronabgaben und ließen ihre Kinder Brotlaibe über die Brücke kegeln, während die Untertanen vor Hunger umkamen. Gott selbst soll beide Burgen durch eine Naturkatastrophe zerstört haben.

## Sauerland
Bei Arnsberg soll der Teufel eine lederne Brücke zwischen der Rüdenburg und Schloss Arnsberg gespannt haben, um dem belagerten Rüdenburger und seinen Mannen einen Fluchtweg zu ermöglichen. Das geschah als Dank für die Gastfreundschaft, die der Rüdenburger dem Teufel unwissentlich gewährt hatte.

## Nördlinger Ries
Im Kartäusertal, am südlichen Rand des Nördlinger Rieses gelegen, soll es eine lederne Brücke zwischen den drei Geschwisterburgen Rauhaus, Hochhaus und Niederhaus gegeben haben. In der Sage heißt es, wer die „lederne Brücke unterbricht“, dessen Burg wird vom Erdboden verschluckt.
Es wird angenommen, dass die „lederne Brücke“ eigentlich eine „laternene Brücke“ meint, dass also zwischen den Burgen eine Kommunikationskette bestand, die durch Lichtzeichen aufrechterhalten wurde. Als eines Tages die Burg Rauhaus nicht mehr bewohnt war, war die Lichtbrücke unterbrochen. Die Burg wurde von der Bevölkerung geplündert und geschleift, sie wurde somit quasi vom Erdboden „verschluckt“.

## Thüringen
In Mellingen an der Ilm südöstlich von Weimar gab es einst zwei Burgen, die Burg auf dem Kapellenberg und die Heinrichsburg, die wohl im Sächsischen Bruderkrieg zerstört wurden. Beide Burgen, etwa 1,5 km voneinander entfernt, sollen einer Sage nach durch eine lederne Brücke miteinander verbunden gewesen sein. Vor allem in der älteren Literatur (um 1900) stellt man anhand dieser Sage einen mythologischen Bezug zur Edda her.

## Vogtland
Bei Elsterberg an der Weißen Elster befinden sich die Ruinen des Schlosses Elsterberg. Eine lederne Brücke soll die alte Burg über eine Strecke von mehreren hundert Metern mit dem neuen Gebäude verbunden haben.

## Niederlausitz
Ein böser Wendenfürst, nach anderen sorbischen Sagen ein wendischer König namens Prebislaw im 10. Jahrhundert, soll beim Teufelslauch nordöstlich von Friedland in Richtung des Ortsteils Reudnitz ein Schloss besessen haben. Um seinen Untaten als Raubritter nachzugehen, verließ er das Schloss über eine lederne Brücke, die sich vor ihm auseinander- und hinter ihm wieder zusammenrollte. Als er einen Mann ausraubte, der mit dem Teufel im Bunde war, schickte dieser ein gewaltiges Gewitter. Der Blitz erschlug den Fürst, und die Wassermassen ließen das Schloss versinken; zurück blieb nur das mit Wasser gefüllte „Teufelslauch“, das „Teufelsloch“.

## Schweiz
In Wileroltigen erzählt die Sage von Tunneln, einer ledernen Brücke und einem steinernen Grab. Die Burg von Oltigen und die Burg von Wileroltigen wurden 1006 erstmals erwähnt. Mit Hugo von Mümpelgard (Montbéliard), Graf von Oltigen, nahm es, wie Konrad Justinger berichtet, im Mai 1410 ein böses Ende.

## Sachsen
Alfred Meiche sammelte und veröffentlichte um 1900 verschiedene Sagen um die Burgfelsen Neurathen. Einer Sage nach soll die Schlucht mit dem Namen Marterdelle im 11. Jahrhundert von einer Brücke aus Leder überspannt worden sein.